# Denaturat

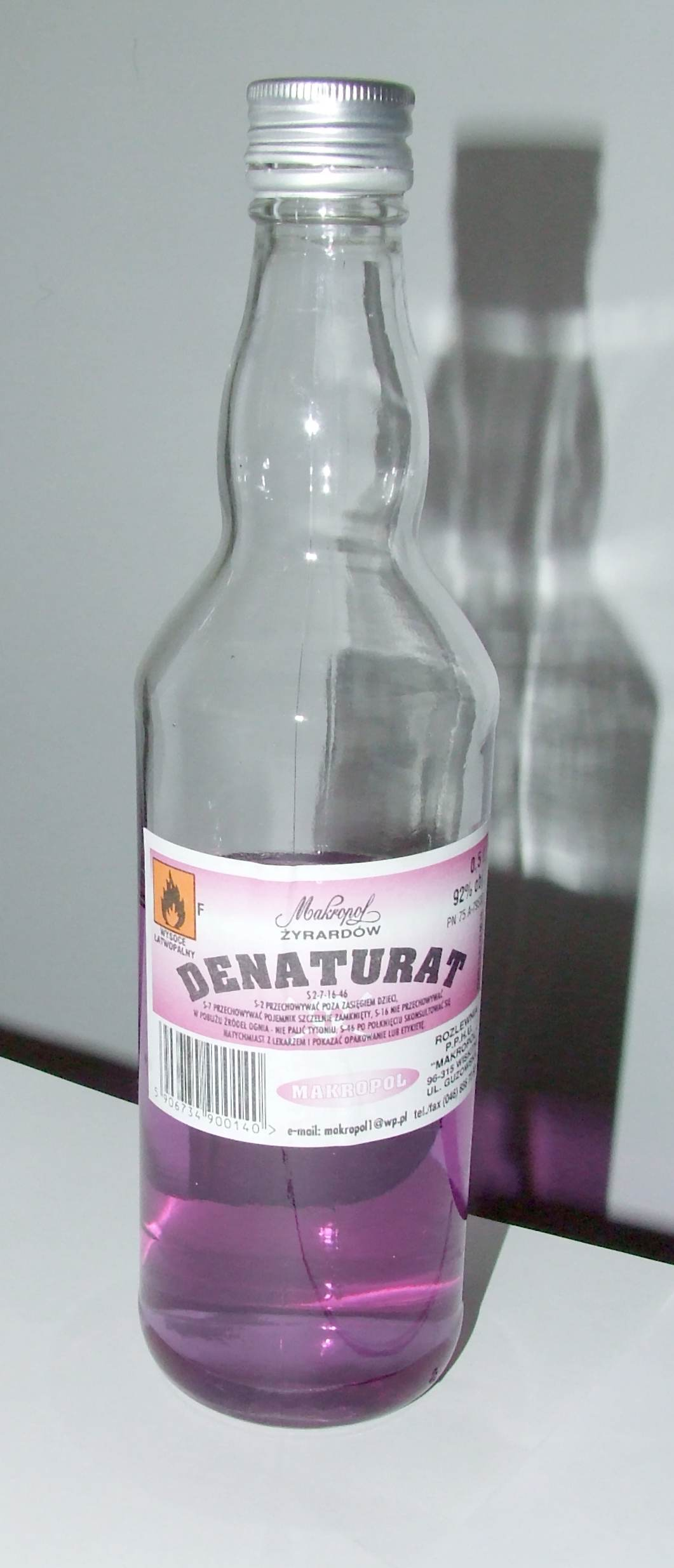
Butelka z denaturatem

Denaturat (spirytus skażony) – handlowa nazwa alkoholu etylowego (zwykle ok. 92%) skażonego substancjami mającymi uniemożliwić jego spożycie.
Denaturat otrzymywany jest poprzez dodanie do spirytusu surowego substancji skażającej, nadającej mu na przykład odrażający smak, zapach lub właściwości wymiotne oraz często intensywnego barwnika (np. czerwonego, fioletowego). Dzięki temu denaturat może być traktowany jako środek gospodarczy i jest sprzedawany znacznie taniej od spożywczych wyrobów spirytusowych (objętych akcyzą). Istnieje także wersja bezbarwna denaturatu.

## Substancje skażające
Substancje skażające są dobrane tak, aby uniemożliwić opłacalne oczyszczenie denaturatu do postaci spożywczej (np. ciecze o podobnej temperaturze wrzenia lub tworzące z alkoholem mieszaninę azeotropową). Substancją, która najczęściej służy do pogorszenia smaku denaturatu jest benzoesan denatonium, natomiast substancją skażającą zwykle metyloetyloketon (MEK) lub niektóre rozpuszczalniki organiczne, w tym pochodne pirydyny.
Ze względu na to, że denaturat bywa spożywany przez alkoholików, zaprzestano dodawania do denaturatu substancji toksycznych lub ograniczono ich stężenie (przykładowo maksymalne stężenie procentowe metanolu w roztworze może wynosić 3%), całkowicie uniemożliwiających wykorzystywanie denaturatu jako substytutu napoju alkoholowego. Drugim powodem tej decyzji jest zabezpieczenie przed przypadkowym zatruciem, co może wydarzyć się, ponieważ denaturat jest stosowany w gospodarstwach domowych.

## Zastosowanie
Denaturat stosowany jest poza przemysłem jako substytut czystego etanolu, np. jako:
- paliwo w turystycznych kuchenkach spirytusowych,
- rozpałka,
- rozpuszczalnik, np. politur, kalafonii (do lutowania) lub farb spirytusowych,
- środek myjący lub czyszczący,
- środek odkażający,
- dodatek do paliw ciekłych,
- do stawiania baniek.

## Zatrucia denaturatem
Od 22 marca 2022 roku na terenie województw: śląskiego i łódzkiego nastąpił gwałtowny wzrost liczby zatruć metanolem. Główny Inspektorat Sanitarny wykazał 26 zgonów, w tym 16 z województwa śląskiego i 10 z województwa łódzkiego. Powodem śmiertelnych zatruć było spożywanie denaturatu, który w swoim składzie zawierał ponad 70% metanolu.